# Scleria canescens
Scleria canescens är en halvgräsart som beskrevs av Johann Otto Boeckeler. Scleria canescens ingår i släktet Scleria och familjen halvgräs.
Artens utbredningsområde är Puerto Rico. Inga underarter finns listade i Catalogue of Life.